# Malachi Throne
Malachi Throne (Nueva York, 1 de diciembre de 1928-Los Ángeles, 13 de marzo de 2013) fue un actor estadounidense, conocido por sus papeles en Viaje a las estrellas y Ladrón sin destino.
Throne nació en Nueva York. Apareció por primera vez en el escenario a los 10 años en 1939 en la producción de Tom Sawyer como Huckleberry Finn.

## Carrera en televisión
Throne era una estrella invitada en varios programas de televisión en la década de 1960 y 1970 incluyendo, The Defenders, La ciudad desnuda, Ben Casey, Los Intocables, El fugitivo, Batman (como FalsaFaz), El agente de CIPOL, Mannix, Los Heroes de Hogan  y también coprotagonizó con Robert Wagner en la serie Ladrón sin destino. Throne también ha aparecido en la temporada de Perdidos en el Espacio.
Hizo dos apariciones en la serie Misión: Imposible. También apareció en El túnel del tiempo. En 1967 participó en El Virginiano.

## Carrera en teatro
A partir de 2007, Malachi Throne vivió en el sur de California donde hizo teatro local allí. 